# 比利亚萨拉西诺
比利亚萨拉西诺，是西班牙卡斯蒂利亚-莱昂帕伦西亚省的一个市镇。 总面积21平方公里，总人口246人（2001年），人口密度12人/平方公里。